# Soldat (spel)
Soldat är ett actionspel i 2D sett från sidan, som har beskrivits som en realtidsvariant av Worms och har också jämförts med Liero. Spelet är gratis att ladda ned men det finns också en möjlighet att registrera sig i utbyte mot några extras och för att stödja utvecklaren. Spelet spelas mest online även om det finns bottar för ensamspel.